# 膝蹴り

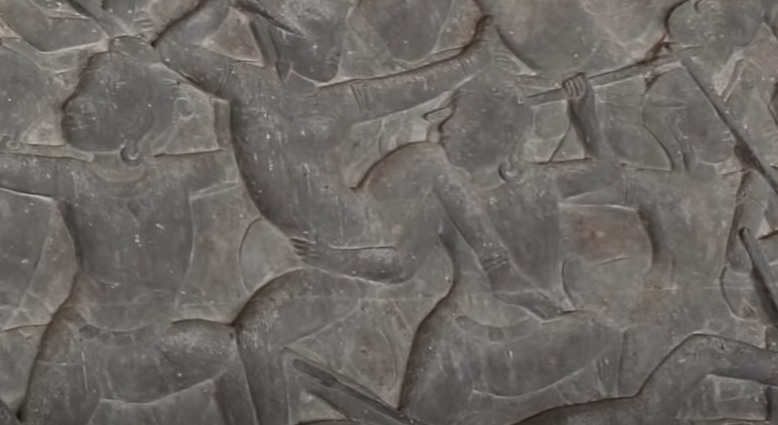
アンコール・ワットの壁面に掘られた膝蹴り（12世紀）。

膝蹴り（ひざげり）は、少林寺拳法、日本拳法、中国武術、空手、ムエタイ、キックボクシング、シュートボクシング、プロレス、総合格闘技などの格闘技で用いられる蹴り技の一種である。ニー・キックとも呼ばれている。

## 概要
膝頭または膝頭の内側で前方の相手をまっすぐ、もしくは回して蹴る。膝は肘と並んで鍛錬しなくても堅く鋭利で頑丈な部位である。蹴り脚を伸ばす普通の足技よりもモーションが小さいので完全にかわすことは難しく体当たり的に体重を乗せることもできるので威力も大きい。リーチが短いので牽制には向かないが主に相手のボディを狙ってダメージを与えるのには有効でK-1、キックボクシングでも頻繁に使われている。組み合いの最中に使うことも可能でタックル（テイクダウン）へのカウンター（この場合は主に相手の顔面と頭部を狙うことになるのでクリーンヒットすると大きなダメージを見込める）や寝技で用いる蹴り技としても有効なので総合格闘技でも積極的に取り入れられている技術である。
相手の首を手、腕で制して膝蹴りを打つ（あるいは相手に膝蹴りを打たせない）攻防を首相撲という。相手への掴みが（一部もしくは全面的に）容認されているムエタイ、キックボクシング、総合格闘技では頻繁に使用されている。特に総合格闘技ではグランド状態での膝蹴りが可能であり、PRIDEでは、がぶり、ノースサウスポジションから頭部への膝蹴りを打つのが頻繁に見られた。UFCでは頭部への使用は禁止されているがボディへの膝は認められているため、サイドポジションや亀状態の相手のボディへの膝を放つ光景がみられる。
ムエタイでは膝蹴りの攻防が発達しており、組んでの膝蹴りをティーカウ、掴まない膝蹴りをテンカウと呼ぶ。
応用技としてジャンプしながら膝蹴りを叩き込む飛び膝蹴りがある。1960年から1970年に活躍したキックボクサーの沢村忠が真空飛び膝蹴りの名称で使用しており、1973年に日本プロスポーツ大賞を獲得して一世風靡する。

## 主な使用者
- 山崎照朝（空手、キックボクシング）
- セミー・シュルト（空手、キックボクシング、総合格闘技）
- グラウベ・フェイトーザ（空手、キックボクシング）
- 沢村忠（キックボクシング）
- ピーター・アーツ（キックボクシング）
- レミー・ボンヤスキー（キックボクシング）
- 前田日明（プロレス）
- 高田延彦（プロレス、総合格闘技）
- 船木誠勝（プロレス、総合格闘技）
- 高山善廣（プロレス、総合格闘技）
- 藤田和之（プロレス、総合格闘技）
- ブロック・レスナー（プロレス、総合格闘技）
- バス・ルッテン（総合格闘技）
- ヴァンダレイ・シウバ（総合格闘技）
- ギルバート・アイブル（総合格闘技）
- ヒース・ヒーリング（総合格闘技）
- アリスター・オーフレイム（総合格闘技、キックボクシング）
- ゲガール・ムサシ（総合格闘技、キックボクシング）

## プロレスにおける派生技

### ニー・キック
他の格闘技で用いられる膝蹴りと同様の技であり、片足の付け根から足を前方へと振り出して膝で相手を蹴り飛ばす。
応用技としてジャンプしながら繰り出すジャンピング式がある。
主な使用者は藤田和之。

#### 派生技
ニー・トレンブラー
ウィリアム・リーガルのオリジナル技。助走して前屈みになった相手の横っ面目掛けてかち上げるような膝蹴りを叩き込む。
タイナー
永田裕志のオリジナル技。コーナーにハンマースルーした相手を追いかけるように助走して相手が寄りかかったコーナーのトップロープを左手で掴み、左足を乗せたサードロープを踏み台にして飛び上がり、右膝で相手の顎に下から突き上げるような膝蹴りを叩き込む。
虎王
丸藤正道のオリジナル技。助走して二段蹴りを仕掛ける感じで軽く宙に舞上がり、振り上げた右膝で相手の顔面や顎に下から突き上げるような膝蹴りを叩き込む。
リストクラッチ虎王
丸藤正道のオリジナル技。相手の手首を掴んだままコブラクラッチの様な形で相手の片腕を顔面に絡める様に固定して後頭部に膝蹴りを叩き込む。
真・虎王
丸藤正道のオリジナル技。相手の左腕をハンマーロックで捕らえた状態で前傾姿勢にして横側から側頭部に2段式で膝蹴りを叩き込む。
ブサイクへの膝蹴り
KENTAのオリジナル技。助走して右足を振り上げながらジャンプして膝を突き出すように左足を折り畳み、相手の顔面に膝蹴りを叩き込む。
トランス・レイヴ
Hi69のオリジナル技。助走して尻餅をついた相手に振り抜いた右足で相手の顔面に膝蹴りを叩き込む。
直角型トランス・レイヴ
Hi69のオリジナル技。助走して前屈みになった相手に自身の背中を後ろに傾けながら振り上げた左足で相手の顔面に下から突き上げるような膝蹴りを叩き込む。
ヘルム
フジタ"Jr"ハヤトのオリジナル技。仰向けになった相手の左足を相手の右足の上に乗せて両足を交差させて相手の左足首に自身の左足のつま先をフックさせて足の動きを封じて相手の頭を左手で掴み、相手の上半身を引き起こして振り抜いた右足で相手の顔面に膝蹴りを叩き込む。

### ニー・リフト
膝突き、膝突き蹴り、膝蹴りとも呼ばれている。前屈みになった相手の腹部に下から突き上げるような膝蹴りを叩き込む。
応用技として助走しながら繰り出すランニング式がある。
主な使用者はブルーノ・サンマルチノ、ミスター・レスリング2号、ロディ・パイパー、ドン・ムラコ、ジェイク・ロバーツ、ザ・グラップラー、シャーク・ボーイ、 ザ・ミズ、ルセフ、高山善廣、佐藤耕平、石川修司、河野真幸。

#### 派生技
ハイマウント・ニー
高山善廣のオリジナル技。助走して前屈みになった相手の鳩尾に下から突き上げるような膝蹴りを叩き込む。

### ニー・バット
ニー・パッド、膝打ち、膝当て、膝蹴りとも呼ばれている。膝を突き出すように片足を折り畳み、片足を打ち出して相手の顔面や胸板を蹴り飛ばす。
応用技としてジャンプしながら繰り出すジャンピング式、助走しながら繰り出すランニング式がある。
主な使用者はキラー・カール・クラップ、ボビー・ダンカン、マスクド・スーパースター、スタン・ハンセン、ハルク・ホーガン、ブルータス・ビーフケーキ、坂口征二、グレート草津、ジャンボ鶴田、秋山準。

#### 派生技
ボマイェ
WWEではキンシャサと呼ばれている。中邑真輔のオリジナル技。助走して、しゃがみ込んでいる相手まで来たところで右膝を折り畳みつつ右足を振り上げて右膝を前に押し出しながら相手に襲い掛かり相手の顔面に膝蹴りを叩き込む。
応用技としてジャンプしながら繰り出すジャンピング式、スライディングしながら繰り出すスライディング式がある。
カミゴェ
飯伏幸太のオリジナル技。ダウンしている相手の両手首を掴み、しゃがみ込んでいる状態にして相手の両腕を引っ張って右足で相手の顔面に膝蹴りを叩き込む。
サンドウィッチ・オブ・デス
HELLBROS（HELLBROS Ryu、HELLBROS Ken）の合体技。相手の両手を各々が搾り上げた状態から膝を着かせ挟み込んで首元に膝蹴り叩き込む。

### ニー・スタンプ
ニー・スタッブ、膝刺しとも呼ばれている。仰向け、もしくは、うつ伏せになった相手の体の一部を両手で掴み、ジャンプしながら膝を突き出すように片足を折り畳み、落下させた片足を相手の体に打ちつける。
主な使用者はザ・デストロイヤー、ハーリー・レイス、リック・フレアー。

### キチンシンク
キッチンシンクとも呼ばれている。ジン・キニスキーのオリジナル技。走ってきた相手の鳩尾にカウンターの膝蹴りを叩き込む。

### シャイニング・ウィザード
武藤敬司のオリジナル技。助走して左膝をついた相手の右腿の上に自身の左足を乗せて相手の右腿を踏み台にしてジャンプしながら空中で右膝を折り曲げて相手の頭部に右足で膝蹴りを叩き込む。

### go 2 sleep
KENTAのオリジナル技。相手をファイヤーマンズキャリーの要領で両肩に担ぎ上げて相手の上半身を左手で下から押し上げて軽く宙に浮き上がらせた相手の体を自身の正面へと落下させて相手が落ちてくるのに合わせて自身は左足を振り上げて相手の顔面、胸板に左足で突き上げるような膝蹴りを叩き込む。

#### 派生技
裏go 2 sleep
KENTAのオリジナル技。相手をアルゼンチン・バックブリーカーの要領で両肩に担ぎ上げて相手の背中を左手で押し上げて相手の体を軽く宙に浮き上がらせて相手の体を前方へと投げ捨てながら左足を振り上げて落下させた相手の後頭部に左足で膝蹴りを叩き込む。
go 2 sleep 2.0
デイビー・リチャーズのオリジナル技。助走して相手の右脇を左手で左脇を右手で掴み、相手の体を軽く宙に放り投げて落下してきた相手の顔面、胸板に右足で突き上げるような膝蹴りを叩き込む。
ハマー・オブ・ザ・ゴッド
デイビー・リチャーズのオリジナル技。相手をブレーンバスターの要領で持ち上げて相手の体を前方へと落下させて振り上げた右足で相手の顔面、胸板に突き上げるような膝蹴りを叩き込む。
ニー・アッパー
原田大輔のオリジナル技。走り込んできた相手の左脇に胸の方から右腕を差し込み、腕の力を使って相手の体を軽く宙に持ち上げて折り畳んだ自身の左足を上方向へと振り上げて落下させた相手の顔面、胸板に突き上げるような膝蹴りを叩き込む。
ターンオーバー・ニー
原田大輔のオリジナル技。相手をカナディアン・バックブリーカーの要領で左肩に担ぎ上げた相手を反転させながら自身の横側に落として落下してきた相手の顔面、胸板に膝蹴りを叩き込む。
ザ・デラックス
チーチのオリジナル技。相手をカナディアン・バックブリーカーの要領で左肩に担ぎ上げた相手の背中を右手で下から押し上げて、その勢いで相手の体を、うつ伏せにひっくり返して落下させた相手の相手の方に体を向けながら右足を振り上げて相手の顔面、胸板に突き上げるような膝蹴りを叩き込む。
トラウマ
Eitaのオリジナル技。相手の背後から相手の右腕を股間を通して自身の左腕で掴み、コブラツイストの様に相手の左腕の下から自身の右腕を通して相手の首の後ろに回した体勢（リストクラッチ・コブラツイスト）から担ぎ上げながら後方へと回転させて相手の顔面に膝蹴りを叩き込む。